# Sant Antoni (Les Valls de Valira)
Sant Antoni – miejscowość w Hiszpanii, w Katalonii, w prowincji Lleida, w comarce Alt Urgell, w gminie Les Valls de Valira.
Według danych INE w 2020 roku liczyła 41 mieszkańców – 17 mężczyzn i 24 kobiety. 